# Shockwave (альбом)
Shockwave — четвёртый студийный альбом американского диджея и музыкального продюсера Marshmello. Альбом вышел 11 июня 2021 года на лейбле Joytime Collective. Shockwave был номинирован на премию Грэмми за лучший танцевальный/электронный альбом.

## Предыстория
Marshmello анонсировал альбом в Twitter в августе 2020 года, заявив, что альбом выйдет в 2020 году.
В январе 2021 года диджей объявил о том, что альбом полностью готов.
В феврале стало известно, что альбом не будет с названием Joytime IV.
8 июня официально анонсирован альбом Shockwave.

## Стиль
В отличие от предыдущих альбомов серии Joytime (II, III) альбом имеет более «тяжёлые» и «мрачные» звуки и фокусируется на такие жанры как EDM-трэп, дабстеп, тек-хаус.

## Список композиций
Вся музыка написана Marshmello.
| №                   | Название                                                       | Продюсер(ы)         | Длительность |
| ------------------- | -------------------------------------------------------------- | ------------------- | ------------ |
| 1.                  | «Fairytale»                                                    |                     | 2:35         |
| 2.                  | «Supernovacane»                                                |                     | 2:59         |
| 3.                  | «Jiggle It» (совместно с TroyBoi)                              | TroyBoi             | 2:50         |
| 4.                  | «Back It Up» (совместно с DJ Sliink)                           | DJ Sliink           | 2:40         |
| 5.                  | «Vibr8»                                                        |                     | 2:59         |
| 6.                  | «Bad Bitches» (совместно с Nitti Gritti и Megan Thee Stallion) | Nitti Gritti        | 2:32         |
| 7.                  | «Back In Time» (совместно с Carnage)                           | Carnage             | 2:40         |
| 8.                  | «Hitta» (совместно с Eptic и Juicy J)                          | Eptic               | 2:50         |
| 9.                  | «House Party» (совместно с Subtronics)                         | Subtronics          | 3:25         |
| 10.                 | «Candy Kid» (совместно с SIPPY)                                |                     | 2:09         |
| 11.                 | «Pushin Stacks» (совместно с PEEKABOO)                         | PEEKABOO            | 3:34         |
| 12.                 | «Shockwave»                                                    |                     | 3:01         |
| Общая длительность: | Общая длительность:                                            | Общая длительность: | 34:21        |

## Чарты

### Альбом
| Чарт (2021)                             | Макс. позиция |
| --------------------------------------- | ------------- |
| США (Billboard Dance/Electronic Albums) | 3             |
| США (Billboard Independent Albums)      | 44            |

### Синглы
Один из треков альбома с названием Shockwave занял 11 место в чарте Billboard «Hot Dance/Electronic Songs». В этот чарт также попали:
- Fairytale — 32 место;
- Supernovacane — 38 место;
- Jiggle It (совместно с TroyBoi) — 34 место;
- Vibr8 — 47 место;
- Bad Bitches (совместно с Nitti Gritti и Megan Thee Stallion) — 23 место;
- Back In Time (совместно с Carnage) — 20 место;
- House Party (совместно с Subtronics) — 31 место.